# Sid Ramin
Sidney Nathan Ramin (Boston, 22 de enero de 1919-Nueva York, 1 de julio de 2019) fue un compositor, orquestador y arreglista estadounidense.

## Biografía
Sidney Nathan Ramin (o Sidney Norton Ramin), nació en 1919 en el seno de una familia de origen ruso y creció en el barrio de Roxbury en Boston.
Ramin orquestó muchas películas, programas de televisión y producciones teatrales. También compuso los temas y las canciones para "Smile, You're on Candid Camera" del programa de cámara oculta Candid Camera de la década de los 60. En sus primeros años, Ramin colaboró frecuentemente con el arreglista Robert Ginzler, conocido sobre todo por Gypsy. Con Leonard Bernstein e Irwin Kostal, trabajaron en la música de West Side Story. Fue el compositor del famoso éxito "Music to Watch Girls By" primero grabado como un single en 1967 por la Bob Crewe Generation.
Ramin se casó con Gloria Breit, cantante y modelo, el 9 de enero de 1949. Tuvieron un hijo Ronald "Ron" Ramin, que también trabajó como compositor.
Sid Ramin cumplió 100 años en enero de 2019 y murió el 1 de julio de ese mismo año.

## Premios y distinciones
Premios Óscar
| Año  | Categoría                                  | Película        | Resultado |
| ---- | ------------------------------------------ | --------------- | --------- |
| 1962 | Mejor orquestación de una película musical | West Side Story | Ganador   |

- 1961: Premio Grammy – Mejor álbum de banda sonora o grabación original para película o televisión, West Side Story

## Trabajos

### Televisión
- Gypsy (1993 film) (television movie)
- Miracle on 34th Street (Telefilm)
- The Patty Duke Show
- Candid Camera
- The Milton Berle Show

### Cine
- West Side Story (1961)
- Too Many Thieves (1967)
- Stiletto (1969)

### Teatro
- The Red Shoes, Broadway, 1993
- Crazy for You, Broadway, 1992
- Jerome Robbins' Broadway, Broadway, 1989
- Smile, Broadway, 1986
- 1600 Pennsylvania Avenue, Broadway, 1976
- Look Where I'm At!, Off-Broadway, 1971
- Sophie, Broadway, 1963
- A Funny Thing Happened on the Way to the Forum, Broadway, 1962
- I Can Get It for You Wholesale, Broadway, 1962
- Kwamina, Broadway, 1961
- The Conquering Hero, Broadway, 1961
- Wildcat, Broadway, 1960
- Vintage '60, Broadway, 1960
- The Girls Against the Boys, Broadway, 1959
- Gypsy, Broadway, 1959
- Say, Darling, Broadway, 1958
- West Side Story, Broadway, 1957
- Wonderful Town, Broadway, 1953